# Bernd Michael Rode
Bernd Michael Rode (n. Innsbruck, Austria; 14 de julio de 1946) es un profesor de Química Austríaco en la Universidad de Innsbruck y fundador de la “Austrian - South-East Asian University Partnership Network” (ASEA-UNINET). En 2011 Prof. Rode se retiró, aunque continúa ejerciendo su actividad académica dando clase, investigando y supervisando tesis académicas.

## Biografía
En 1964 Bernd Michael Rode finalizó sus estudios escolares en la escuela "Akademisches Gymnasium Innsbruck" y comenzó sus estudios en química en la Universidad de Innsbruck. En 1973 recibió su doctorado en Química en la Universidad de Innsbruck con la distinción "sub auspiciis praesidentis" que es otorgada sólo a los mejores estudiantes austríacos. Ese mismo año Prof. Rode comenzó su carrera académica como profesor asistente en el Instituto de Química Inorgánica y Analítica de la Universidad de Innsbruck. Después de realizar estancias de investigación en la Universidad de Stuttgart (Alemania) y la Universidad de Karlsruhe (Alemania), en 1976 fue nombrado profesor asociado en la Universidad de Innsbruck. Después de pasar 1 año haciendo una estancia de investigación en la Universidad de Tokio, Prof. Rode comenzó su cátedra en el Instituto de Química Inorgánica y Analítica de la Universidad de Innsbruck. Durante los años 2006-2011 fue el director del Departamento de Química Teórica, además de director del Instituto de Química Inorgánica y Analítica de la Universidad de Innsbruck.
Uno de los logros más importantes de Prof. Rode fue la fundación de la “Austrian - South-East Asian University Partnership Network” (ASEA-UNINET) en 1994. La formación de esta iniciativa surgió como consecuencia de los contactos informales que la Universidad de Innsbruck mantenía en la década de 1970 con universidades tailandesas. En la década de 1980 se llevaron a cabo cooperaciones entre la Universidad de Innsbruck, la Universidad de Viena, la Universidad de Ciencias de la Agricultura de Viena, la Universidad de Chulalongkorn, la Universidad de Mahidol, la Universidad de Kasetsart y la Universidad de Chiang Mai. Con la finalidad de unificar esas cooperaciones bilaterales en una red de cooperaciones multilaterales, Prof. Rode invitó a universidades austríacas, indonesias, tailandesas y vietnamitas a participar en la primera reunión ASEA-UNINET en la ciudad de Ho Chi Minh. En 1994 la red estaba formada por 25 universidades de esos países. Dicha red ha ido creciendo hasta alcanzar en junio de 2014, el número de 70 universidades miembros, pertenecientes a un total de 16 países.
Además de sus actividades científicas y de sus iniciativas de cooperación internacional, Prof. Rode ejerció el cargo de vicepresidente en la Comisión de Ciencia y Tecnología para el Desarrollo de las Naciones Unidas (UNCSTD) representando Europa, Estados Unidos, Canadá y Australia. En 2004 llegó a ser el primer austríaco en ejercer la presidencia de la Comisión de Ciencia y Tecnología para el Desarrollo de las Naciones Unidas.

## Premios y distinciones
Por sus esfuerzos y labor en países asiáticos, Prof. Rode ha recibido numerosos premios entre los cuales destacan el nombramiento de doctor honoris causa en ciencias por la Universidad de Chulalongkorn (Tailandia) en 1995, el nombramiento de doctor honoris causa en ciencias por el Instituto Tecnológico King Mongkut’s (Tailandia) en 1998, y el nombramiento de doctor honoris causa en ciencias por la Universidad de Gadjah Mada (Indonesia) en 2000. En 2007 el rey de Tailandia le concedió la Gran Cruz de Caballero, la cual es la más noble y distinguida orden de la corona de Tailandia, como símbolo de agradecimiento por sus actividades y logros para intensificar colaboraciones científicas entre Europa y Asia. En 2008, la Universidad Comenius de Bratislava le concedió otro título de doctor honoris causa por su trabajo pionero en química cuántica y estudios moleculares.
Prof. Rode ha sido avalado por el proyecto “Theoretical Chemistry Genealogy” como el más exitoso supervisor de tesis en países de habla alemana en el campo de la química teórica. Entre 1976 y 2011, Prof. Rode ha supervisado 62 estudiantes de doctorado, muchos de ellos provenientes de países asiáticos debido a sus numerosos contactos en el sudeste asiático.

## Actividad científica
Los logros científicos de Bernd M. Rode están plasmados en 7 libros, más de 440 publicaciones en revistas científicas internacionales and 30 participaciones en libros. Según la “Web of Science” de Thomson Reuters, las contribuciones científicas de Prof. Rode han sido citadas más de 8.300 veces (comprobado en mayo de 2014) y tiene un índice de Hirsch de 41. 
La especialidad científica de Prof. Rode es la química teorética, computacional y bioinorgánica. Sus publicaciones cubren los siguientes temas:
- Cálculo químico cuántico y sistemas moleculares y supermoleculares.
- Ab initio Monte Carlo y simulaciones MD de líquidos y soluciones.
- Estructura de soluciones de electrolitos.
- Modelado molecular de biomoléculas y medicamentos.
- QSAR/QSPR.
- Evolución química de péptidos/proteínas y origen de la vida.

## Publicaciones
- Hofer, Thomas; Pribil, Andreas; Randolf, Bernhard; Rode, Bernd M. (2005); "Structure and dynamics of solvated Sn(II) in aqueous solution - an ab initio QM/MM MD approach", J. Am. Chem. Soc. 2005, 127(41), p. 14231-14238. DOI:10.1021/ja052700f.
- Tongraar, A.; Liedl, K. R.; Rode, Bernd M. (1997);"Solvation of Ca2+ In Water Studied By Born-Oppenheimer Ab-Initio QM/MM Dynamics"; J. Phys. Chem. A 1997, 101(35), p. 6299-6309,DOI: 10.1021/jp970963t.
- Rode, Bernd M.; Schwenk, Christian F., Tongraar, Anan (2004); "Structure and Dynamics of Hydrated Ions - New Insights through Quantum Cechanical Simulation";  J. Mol. Liq. 2004, 110(1-3), p. 105-122. DOI: 10.1016/j.molliq.2003.09.016.
- Rode, Bernd M.; Schwenk, Christian; Hofer, Thomas; Randolf, Bernhard (2005); "Coordination and ligand exchange dynamics of solvated metal ions"; Coord. Chem. Rev. 2005, 249(24), p. 2993-3006. DOI: doi:10.1016/j.ccr.2005.03.032.
- Rode, Bernd M.; Hofer, Thomas (2006); "How to Access Structure and Dynamics of Solutions: The Capabilities of Computational Methods", Pure Appl. Chem. 2006, 78(3), p. 525-539. DOI: 10.1351/pac200678030525.
- Rode, Bernd M.; Hofer, Thomas; Randolf, Bernhard; Schwenk, Christian; Xenides, Demetrios; Vchirawongkwin, Viwat(2006); "Ab initio Quantum Mechanical Charge Field (QMCF) Molecular Dynamics - A QM/MM - MD Procedure for Accurate Simulations of Ions and Complexes";  Theor. Chem. Acc. 2006, 115(2-3), p. 77-85. DOI: 10.1007/s00214-005-0049-1.
- Hofer, Thomas S.; Randolf, Bernhard R.; Rode, Bernd M. (2008); "Molecular Dynamics Simulation Methods including Quantum Effects"; In: Solvation Effects on Molecules and Biomolecules, Canuto, Sylvio (Eds.), ISBN 978-1-4020-8269-6, Springer, Heidelberg 2008, p. 247-278.
- Rode, Bernd M.; Hofer, Thomas S.; Pribil, Andreas B.; Randolf, Bernhard R. (2010); "Simulations of Liquids and Solutions Based on Quantum Mechanical Forces"; In: Theoretical and Computational Inorganic Chemistry, van Eldik, Rudi; Harvey, Jeremy (Eds.), ISBN 978-0-12-380874-5, Elsevier, Amsterdam 2010,p. 143-175.
- Hofer, Thomas S.; Pribil, Andreas B.; Randolf, Bernhard R.; Rode, Bernd M.; "Ab Initio Quantum Mechanical Charge Field Molecular Dynamics - A Nonparametrized First-Principle Approach to Liquids and Solutions"; In: Advances in Quantum Chemistry, Sabin, John R.; Brändas, Erkki (Eds.), ISBN 978-0-12-380898-1, Elsevier, Amsterdam 2010, 213-246.
- Lutz, Oliver M. D.; Messner, Christoph B.; Hofer, Thomas S.; Glätzle, Matthias; Huck, Christian W.; Bonn, Günther K.; Rode, Bernd M.; "Combined Ab Initio Computational and Infrared Spectroscopic Study of the cis- and trans-Bis(glycinato)copper(II) Complexes in Aqueous Environment"; J. Phys. Chem. Lett. 2013, 4, p. 1502-1506. DOI: 10.1021/jz400288c.
- Jakschitz, Thomas; Fitz, Daniel; Rode, Bernd Michael (2012); "The origin of first peptides on earth: from amino acids to homochiral biomolecules"; In: Genesis - In The Beginning, Joseph Seckbach (Edp.), ISBN 978-94-007-2940-7, Springer, Dordrecht 2012, p. 469-489.
- Schwendinger, M. G.; Rode, Bend M.(1998); "Possible Role of Copper and Sodium Chloride in Prebiotic Evolution of Peptides"; Anal. Sci. 1989, 5(4), p. 411-414. DOI: 10.2116/analsci.5.411.
- Schwendinger, M. G.; Rode, Bend M. (1990); "Copper-Catalyzed Amino Acid Condensation in Water - A Simple Possible Way of Prebiotic Peptide Fromation"; Origins Life Evol. Biosphere 1990, 20(5), p. 401-410. DOI: 10.1007/BF01808134.
- Rode, Bernd M.; Plankensteiner, Kristof (2013); "Prebiotic Peptides",; In: Handbook of Biologically Active Peptides, Second Edition, Abba J. Kastin (Eds.), ISBN 978-012-3850959, Elsevier, Amsterdam 2013, p. 1899-1903.
- Jakschitz, Thomas A.; Rode, Bernd M. (2012); "Chemical Evolution from simple inorganic compounds to chiral peptides"; Chem. Soc. Rev. 2012, 41(16), p. 5484-5489. DOI: 10.1039/C2CS35073D.
- Fitz, Daniel; Jakschitz, Thomas; Rode, Bernd M. (2011); "Salt-Induced Peptide Formation in Chemical Evolution: Building Blocks Before RNA - Potential of Peptide Splicing Reactions"; In: Origins of Life: The Primal Self-Organization, Egel, Richard; Lankenau, Dirk-Henner; Mulkidjanian, Armen Y. (Eds.), ISBN 978-3-642-21624-4, Springer, Heidelberg, Berlín 2011, p. 109-127.
- Fitz, Daniel; Reiner, Hannes; Rode, Bernd M. (2007); "Chemical evolution toward the origin of life"; Pure Appl. Chem. 2007, 79(12), p. 2101–2117. DOI: 10.1351/pac200779122101.
- Plankensteiner, Kristof; Reiner, Hannes; Schranz, Benjamin; Rode, Bernd M. (2004); "Prebiotic formation of amino acids in a neutral atmosphere by electric discharge"; Angew. Chem., Int. Ed. 2004, 43, p. 1886-1888. DOI: 10.1002/anie.200353135.